# 亚洲新闻台
亚洲新闻台（英語：CNA，原名為Channel NewsAsia）是位于新加坡以报道亚太新闻为主的电视频道，1999年3月1日开播，由新傳媒私人有限公司（Mediacorp）全資擁有，覆盖范围超过20个亚洲国家和地区，播出语言以英语为主，附带少量日语及华语。此频道分为两个版本——新加坡版本以及国际版本。同时新传媒电台也有同名广播频率——CNA938。

## 台徽
亚洲新闻台台徽灵感來自於英文單詞「Asia」（亞洲），將首寫字母「A」變形為三角形狀並用紅色修飾，將字母A中的橫槓放低，使其坐在地面，是為了給人以從地面升起的印象，反應一個新興的亞洲。用紅色是因為紅色比較醒目，同時紅色在許多亞洲文化中也代表著吉祥。

## 概况
亚洲新闻台隶属新加坡新传媒集团，节目内容以亚太地区政治、商业和社会新闻为主，兼具保健、饮食、旅游、科技资讯；有别于西方媒体对亚洲新闻事件的报道，亚洲新闻台定位于以亚洲人视角报道亚洲的新闻时事。
2017年3月26日，亚洲新闻台搬遷至緯壹科技城內的媒體城，並啟用新攝影棚。
2019年3月1日，亞洲新聞台開播20週年，更名為CNA，并且更新新闻节目开场画面，其荧幕下方显示新闻重点的模式更改为从横右边滚动至左边的跑马移动模式显示新闻重点。
2020年10月27日，每日午夜播出的《News Now》更名為《World Tonight》（世界晚間新聞）。
2023年2月1日凌晨0:00开始，亚洲新闻台画面右上角的“mediacorp”更换为透明的圆底“M”logo。

## 節目

### 新聞節目
- 亞洲早晨新聞（Asia First）：平日07:00~10:00播出
- 亞洲新聞（Asia Now）：2019年4月1日開播，為觀眾帶來最新的新聞
- 東亞晚間新聞（East Asia Tonight）：平日18:00~19:00播出
- 亞洲晚間新聞（Asia Tonight）：平日20:00~21:00，假日20:00~20:30播出
- 新聞提要（Headlines)：播報2分鐘當地和世界新聞。
- 新加坡晚間新聞（Singapore Tonight）：播報當地重要和世界新聞，讓你洞悉各地大事 平日22:00~23:00，假日22:00~22:30播出
- 世界晚間新聞（World Tonight）：播報主要國際世界新聞 平日00:00~01:00，假日00:00~00:30播出

### 外購節目
- Japan Hour（隱藏式字幕）

### 已結束節目
- Asia Business First：平日09:00~10:00，假日09:30~10:00播出（假日版為預錄）
- Welcome 2 Taiwan：節目由中華民國交通部觀光局贊助播出（隱藏式字幕）